# Серце Америки
Серце Америки (англ. Heart of America) — драма 2002 року.

## Синопсис
У звичайній середній школі в самому серці Америки починається останній день навчання. Для багатьох випускників це свято, але вони підозрюють, що для когось з них цей день стане останнім днем їх життя. Ненависть, що накопичувалася в шкільних стінах, скоро вийде назовні, і ніхто не зможе зупинити тих, хто поклявся заглушити фінальний дзвінок криками і пострілами.

## У ролях
| Актор                | Роль            |
| -------------------- | --------------- |
| Юрген Прохнов        | Гарольд Льюїс   |
| Майкл Паре           | Вілл Прат       |
| Патрік Малдун        | Райан Бреннан   |
| Кетті Тортон         | Даніель Лінн    |
| Елізабет Мосс        | Робін Волтерс   |
| Марія Кончіта Алонсо | Місіс Джонс     |
| Клінт Говард         | Арті Лінн       |
| Брендан Флетчер      | Ріккі Герман    |
| Локлін Манро         | репортер        |
| Мейв Квінлан         | Беккі Шульц     |
| Елізабет Розен       | Дара Макдермотт |
| Вілл Сендерсон       | Френк           |
| Дж. Майкл Грей       | Векс Преслі     |
| Кевін Манді          | Томмі Бруно     |
| Майкл Бельєа         | Баррі Шульц     |
| Стефані Макґілліврей | Карін Льюїс     |
| Алехандро Рей        | Пол             |
| Меттью МакКоулл      | Донні           |
| Стів Байєрс          | Джефф           |
| Майлз Медоуз         | Кевін Родос     |
| Крістофер Маврікос   | Ленні           |
| Чілтон Крейн         | Гелена Пратт    |
| Спенсер Актимічук    | Джеймс Пратт    |
| Леслі Івен           | місіс Вайнберг  |
| Біргіт Стейн         | місіс Голл      |
| Лілі Шевік           | Паула           |
| Річард Кеген         | студент         |
| Міхаелла Манн        | повільний білий |
| Кріс Ловік           | Кенні           |
| Джастін Стіллвелл    | Джо             |
| Майк Севадж          | Дейв            |
| Бен Деррік           | листоноша       |
| Бред Лорі            | людина у масці  |